# 丁烈
丁烈（1986年8月29日—），中国上海市人，围棋职业六段棋手。他2001年入段，2009年7月升为六段。他与谢少博搭档获2009年第一届全国智力运动会围棋混双项目亚军。2013年8月，他与职业棋手王晨帆三段共同创办丁烈晨帆围棋道场。

## 国内比赛成绩
代表平煤队参加2006年和2011年围甲联赛。
2007年第9届阿含桐山杯进入本赛，本赛首轮负于刘星。